# Рудник Маунт-Бішоф
Рудник Маунт-Бішоф (Mount Bischoff) – колишній гірничодобувний майданчик на австралійському острові Тасманія. 
Поклади олова в районі Маунт-Бішоф виявили в 1871 році. В 1873-му звідси до Мельбурну відправили шість тонн руди, при цьому навіть вивіз такого обсягу був непростий через відсутність дорожньої інфраструктури. До наступного сезону проклали дорогу, по якій вози з рудою могли прямувати до пристані, проте довелось докласти ще чимало зусиль, щоб зробити її по-справжньому проізною.  
Розробкою займалась створена в 1873-му  Mount Bischoff Tin-mining Company, яка за пару років запустила власний оловоплавильний завод у Лонсестоні. У 1878-му спорудили дерев’яну колію, а вже у 1884-му логістика рудника ще покращилась, оскільки стало можливим вивозити продукцію до порту Берні залізницею. 
Первісно вели промивку алювіальних розсипів, проте до 1893-го їх запаси вичерпались. Після цього роботи продовжили шляхом створення кар’єрів та підземних виробіток. З 1907-го почалось зниження видобутку через вичерпання кращої руди, а в 1914-му підземна розробка припинилась, що було викликане не лише зниженням якості, але й падінням цін на тлі Першої світової війни (до того ж рудник мав проблеми із самозайманням сульфідної руди). Обмежений видобуток відкритим способом тривав до 1929-го, коли на тлі світової економічної кризи та чергового падіння цін діяльність копальні повністю припинилась.
Певний час в Маунт-Бішоф діяли старательські артілі, працівники яких отримували оплату частиною видобутої руди, а в 1942-му на тлі воєнних зусиль Другої світової війни відновили розробку, при цьому в 1945-му уряд націоналізував копальню. Втім, вже в 1947-му рудник зупинили удруге. 
Накопичений видобуток з початку робіт в 1870-х роках оцінюється у 5,6 млн тонн руди з отриманням 57 тисяч тонн олова, більшість з яких припадають на період до 1915 року.
В 2008-му компанія Bluestone Mines Tasmania Pty Ltd (створена Metals X Ltd and YTPAH Pty Ltd) відновила розробку родовища за допомогою відкритого методу, при цьому кар’єр поглинув більшість колишніх історичних виробіток. Відомо, що в 2009/2010 фінансовому році отримали 195 тисяч тонн руди, що дало можливість випустити 6,2 тисячі тонн олова (за вмістом в концентраті). Продукція копальні вивозилась автотранспортом на розташовану за півсотні кілометрів збагачувальну фабрику рудника Ренісон-Белл. Втім, залишкові запаси були не надто великими (на момент відновлення розробки їх оцінювали у 845 тисяч тонн руди з вмістом олова 1,2%) і в 2011-му розробка припинилась. Наразі кар’єр залитий водою.